# Eupholidoptera unimacula
Eupholidoptera unimacula är en insektsart som beskrevs av Karabag 1956. Eupholidoptera unimacula ingår i släktet Eupholidoptera och familjen vårtbitare. Inga underarter finns listade i Catalogue of Life.